# Scars (X Japan-dal)
A Scars az X Japan japán heavymetal-együttes 16. kislemeze, mely 1996. november 18-án jelent meg az Atlantic Records kiadásában. A kislemez 15. volt az Oricon slágerlistáján és 5 hétig szerepelt rajta. Az egyetlen olyan X Japan-kislemez, melynek szerzője nem Yoshiki, hanem hide. Hide halálát követően, 1998-ban újra kiadták.

## Számlista
| #  | Cím                       | Szerző(k) | Hossz |
| -- | ------------------------- | --------- | ----- |
| 1. | Scars                     | hide      | 5:05  |
| 2. | White Poem I (M.T.A. Mix) | Yoshiki   | 3:28  |

## Közreműködők
- Társproducer: X Japan
- Keverés: Eric Westfall
- Felvétel: Mike Ging, Inada Kazuhiko
- Hangmérnök-asszisztensek: C.J. Devillar, Tal Miller, Mario (2. szám), Dave Heron (2. szám)
- Programozás: Inada Kazuhiko
- Remix (2. szám): Rob Chiarelli
- Maszterelés: Stephen Marcussen
- A&R igazgató: Nagasima Oszamu
- Művészeti vezető: Shige#11 Komai
- Design: Komai Sigeru
- Vezető producerek: Koszugi (Jr) Rjuzo, Masimo Jukitaka

## Fordítás
Ez a szócikk részben vagy egészben  a   Scars (X Japan song) című angol Wikipédia-szócikk fordításán alapul.  Az eredeti cikk szerkesztőit annak laptörténete sorolja fel. Ez a jelzés csupán a megfogalmazás eredetét és a szerzői jogokat jelzi, nem szolgál a cikkben szereplő információk forrásmegjelöléseként.